# Valladolid (Spanje)

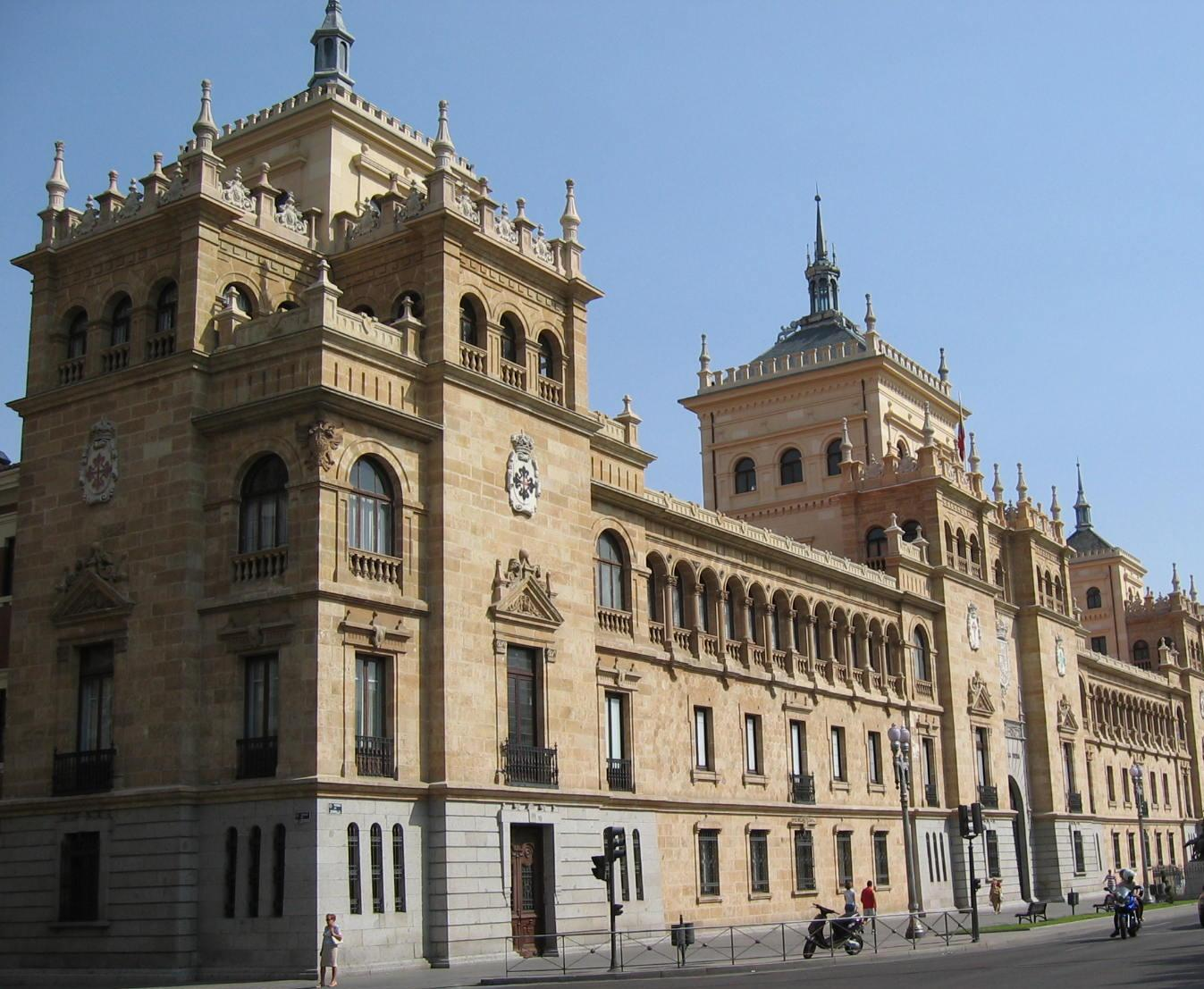
Academia de Caballería

Valladolid (uitspraakⓘ) is een stad en gemeente in het noordwesten van Spanje. Het is de hoofdstad van de provincie Valladolid en ook de facto van de autonome regio Castilië en León. Valladolid had in 2016 een inwonertal van 301.876. In de agglomeratie van de stad wonen iets meer mensen, 383.394. De stad ligt aan de rivier de Pisuerga, in het gebied Ribera del Duero, een van de grootste wijnstreken van Europa. Ooit was het tijdelijk de hoofdstad van het koninkrijk Castilië en de Spaanse koloniën. Volgens de Spanjaarden is het accent van de inwoners van de stad, de Vallisoletanos, de zuiverste uitspraak van de Spaanse taal.

## Geschiedenis

### Naam
De oorsprong van de naam Valladolid is tot op de dag vandaag niet helemaal duidelijk. Eerst dacht men dat het een verbastering van Valle de Olit was, de naam van een Moor die volgens de legende de stad in zijn bezit zou hebben gehad, vandaag de dag is echter duidelijk geworden dat dat niet het geval is. Er bestaan verschillende theorieën over waar de naam dan wel vandaan komt, de waarschijnlijkste daarvan is dat het afstamt van de Keltische uitdrukking Vallis Tolitum (vallei van wateren), aangezien de stad in een vallei tussen de rivieren Pisuerga en Esgueva ligt. Een andere theorie beweert dat Valladolid een verbastering van Valle del Sol (vallei van de zon) is, omdat de stad in alle seizoenen van het jaar een zonnig klimaat heeft.

### Ontstaan
De eerste permanente bewoners van de omgeving van Valladolid waren de Kelten. Sporen van hun civilisatie zijn niet meer te vinden in de stad zelf, maar wel in het nabijgelegen Padilla de Duero, waar zij de stad Pincia hadden gebouwd. Men dacht aanvankelijk dat Valladolid het oude Pincia was, maar recentere archeologische vondsten lieten zien waar de stad werkelijk had gelegen. Voordat de Kelten zich verder konden ontwikkelen in de omgeving van Valladolid, werden zij aangevallen door de Romeinen, die zich het gebied eigen maakten. De beginselen van de stad bevinden zich op de plek waar nu het Plaza de San Miguel ligt, rondom de Iglesia de San Pelayo. Volgens sommige studies had de stad drie verschillende kleine stadsmuren, waarvan vrijwel geen concrete sporen zijn gevonden.

## Koninkrijken Castilië en León
Valladolid was eeuwenlang in bezit van de Moren, net als vrijwel geheel Spanje. De stad werd echter nooit door hen gebruikt, en terwijl in steden als Córdoba en Sevilla al honderdduizenden mensen woonden, was Valladolid niet meer dan een klein dorp van weinig betekenis.
Pas in de 11e eeuw, na de val van het Moorse Rijk Al-Andalus, begon Alfons IV, koning van León het dorp uit te breiden. In de 12e en 13e eeuw groeide Valladolid zeer snel, dit onder meer door de groeiende handelspositie van de stad, gestimuleerd door koning Alfons VIII en koning Alfons X. In het jaar 1346 kreeg de stad bovendien haar eigen universiteit, de Universiteit van Valladolid. Op 14 oktober 1469 werd het huwelijk van koningin Isabella I van Castilië en koning Ferdinand II van Aragón in het geheim in de stad gevierd, in het Palacio de los Vivero.

### 16e t/m 18e eeuw

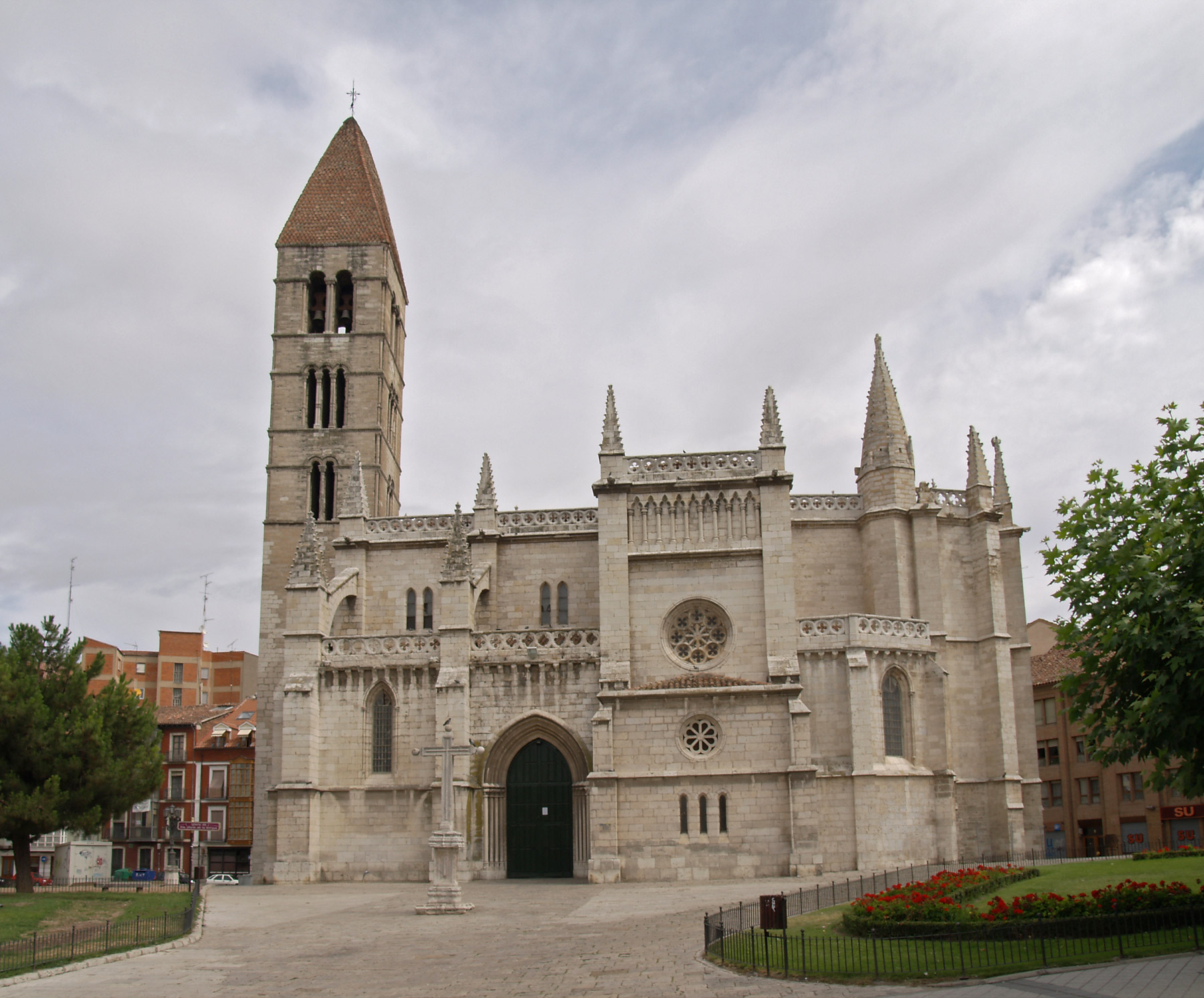
Iglesia de la Antigua

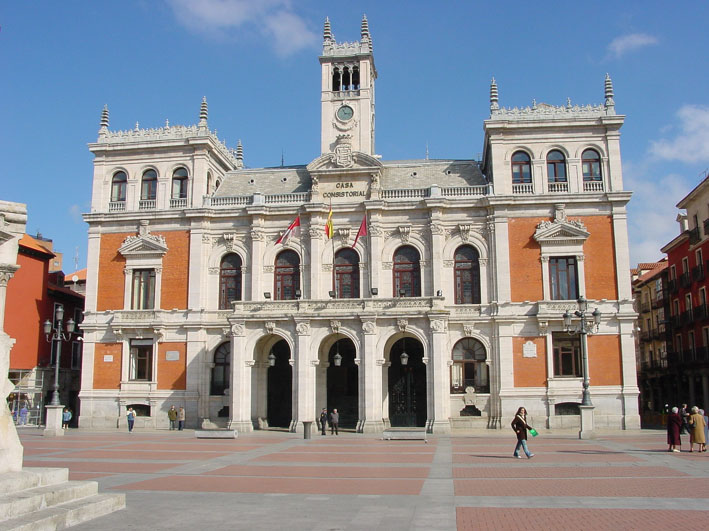
Stadhuis van Valladolid

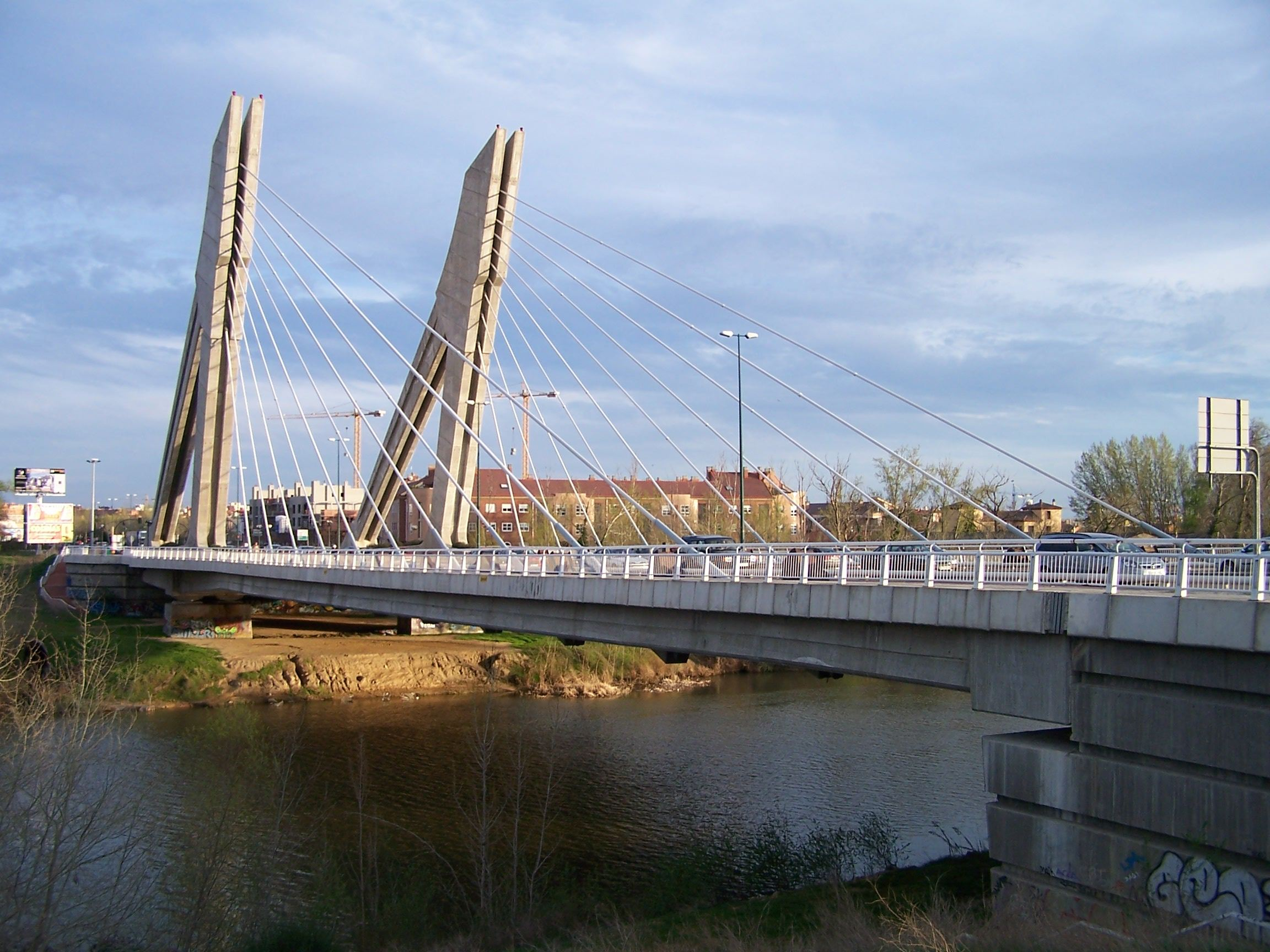
Puente de Hispanoamérica

In 1489 werd de rechtbank van Valladolid opgericht, waar onder meer rechtszaken tijdens de Spaanse Inquisitie werden afgehandeld. In 1506 overleed de ontdekker van de Nieuwe Wereld, Christoffel Columbus in Valladolid en werd in de stad begraven. Zijn overblijfselen zijn echter later naar andere steden verplaatst. Tijdens de opstand van de comunidades verloor Valladolid alle privileges die tot dan toe door de koninklijke familie werden verleend. Dit omdat de stad een van de tegenstanders was van koning Karel I. Nadat ook de rechtbank en daarmee een groot deel van de belangrijke functies van de stad werden verplaatst naar Madrid, kwam er een einde aan een periode van groei voor Valladolid. Desondanks bleef het inwonertal langzaam stijgen; aan het begin van de 17e eeuw woonde ook Miguel de Cervantes, auteur van Don Quichot in de stad. Gedurende de periode 1601-1606 was Valladolid de hoofdstad van het Spaanse Rijk, toen Filips III van Spanje zich er vestigde. Pas decennia later, vanaf 1670, werd Valladolid weer een belangrijk centrum in het land, mede door de komst van de textielindustrie.

### 19e eeuw
Van 1808 tot 1812 werd Valladolid bezet door Napoleon Bonaparte en werd in het laatste jaar bevrijd door de Britse Wellington. Vanaf 1830 begon de stad voorzichtig weer uit haar economisch dal te klimmen en er werden nieuwe straten, gebouwen en tuinen aangelegd.
Na de komst van de spoorwegen begon de stad pas echt weer te groeien, niet in inwonertal, maar wel in oppervlakte en economische functies. Onder leiding van de toenmalige burgemeester Miguel Íscar werden er nieuwe pleinen en parken aangelegd en de rivier Esgueva werd omgeleid om verdere overstromingen te voorkomen.

### 20e eeuw
Tijdens de eerste twee decennia van de 20e eeuw leed Valladolid, net als de rest van Spanje, onder de politieke en economische instabiliteit van het land. De bevolking van de stad verwelkomde de komst van de Tweede Spaanse Republiek in 1931 dan ook met open armen. Na het uitbreken van de Spaanse Burgeroorlog in 1936 maakte Valladolid meteen deel uit van de nieuwe Spaanse dictatuur, in tegenstelling tot Barcelona en Valencia. Tijdens de dictatuur, rondom de jaren ’50, groeide de economie van de stad als nooit tevoren door de komst van autofabrikant Renault en een aantal Spaanse energiebedrijven. Dit trok vele Spanjaarden van het omliggende platteland aan en de stad groeide in de jaren 50 en 60 buitenproportioneel, zowel geografisch als demografisch. Om die groei aan te kunnen werden een groot aantal historische paleizen, pleinen en andere gebouwen met de grond gelijk gemaakt om nieuwe woonblokken te kunnen bouwen. Na de val van de dictatuur van Francisco Franco werd Valladolid de hoofdstad van de autonome regio Castilië en León en bleef groeien. In de jaren 80 groeide de stad met name in oppervlakte door de aanleg van buitenwijken als Parquesol.

### Toekomst
In december 2007 is Valladolid aangesloten op de Spaanse hogesnelheidslijn Alta Velocidad Española (AVE), met een directe verbinding naar Madrid. De reistijd is teruggebracht naar 56 minuten. Voor de AVE was de reistijd per trein nog 2,5 uur. In de toekomst wordt er mogelijk een nieuw, compleet ondergronds treinstation gebouwd. Waarschijnlijk wordt ook het busstation ondergronds. Naar alle verwachting zal de nieuwe verbinding zorgen voor een nieuwe groei-impuls voor Valladolid en heel Castilië en León. De stad zal zich in de toekomst ook meer richten op de omliggende stadjes, en wil verder groeien als metropool.

## Geografie

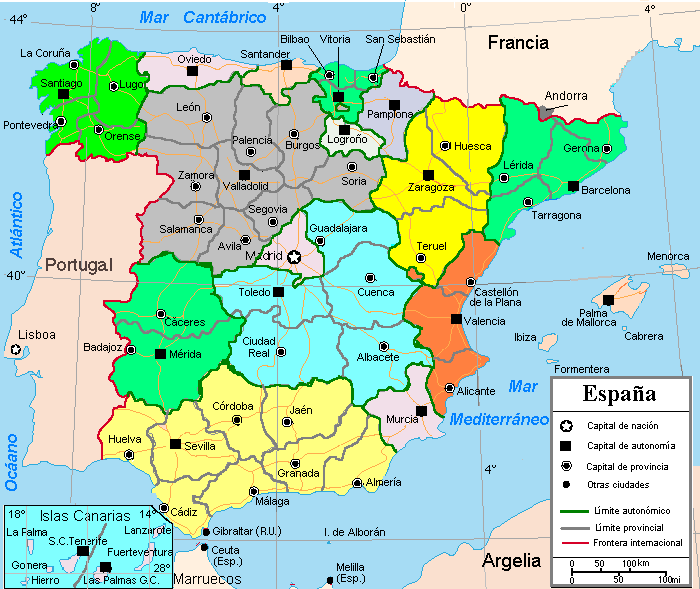
Kaart van Spanje

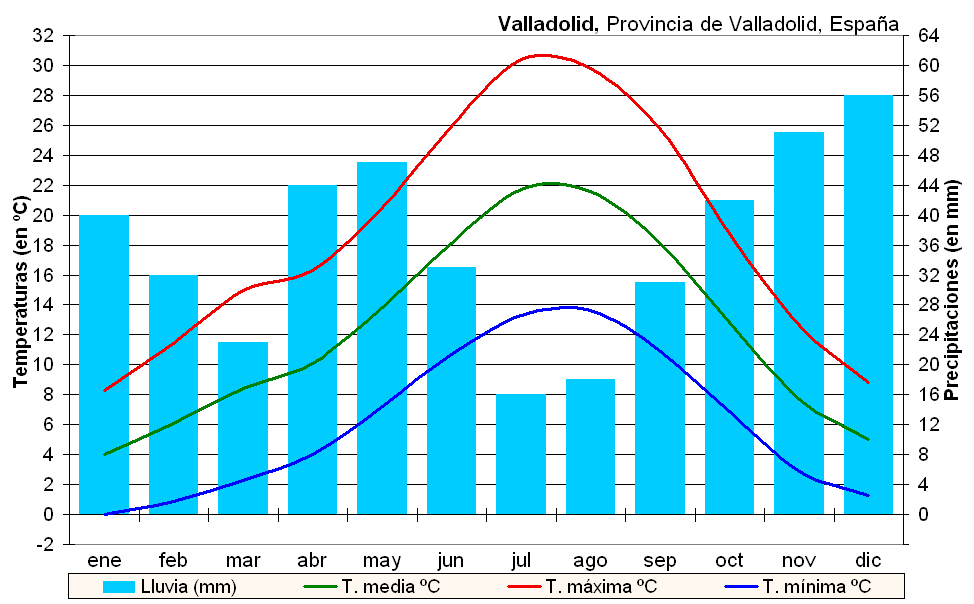
Klimaatgrafiek Valladolid

Afstanden naar andere steden:
- Barcelona: 744 kilometer
- Bilbao: 284 kilometer
- Burgos: 132 kilometer
- A Coruña: 441 kilometer
- León: 160 kilometer
- Madrid: 214 kilometer
- Porto: 402 kilometer
- Salamanca: 119 kilometer
- Sevilla: 680 kilometer
- Valencia: 579 kilometer
- Zaragoza: 385 kilometer

## Klimaat
Valladolid heeft een mediterraan klimaat met sterke invloeden van een landklimaat. Dat betekent grote extremen, koude winters met mist en temperaturen beneden het vriespunt, en droge hete zomers. De sneeuwval beperkt zich echter meestal tot natte sneeuw. De gemiddelde maximumtemperatuur stijgt in juli en augustus onafgebroken boven de 30 graden Celsius, en in december en januari onder de 10 graden.

## Demografische ontwikkeling

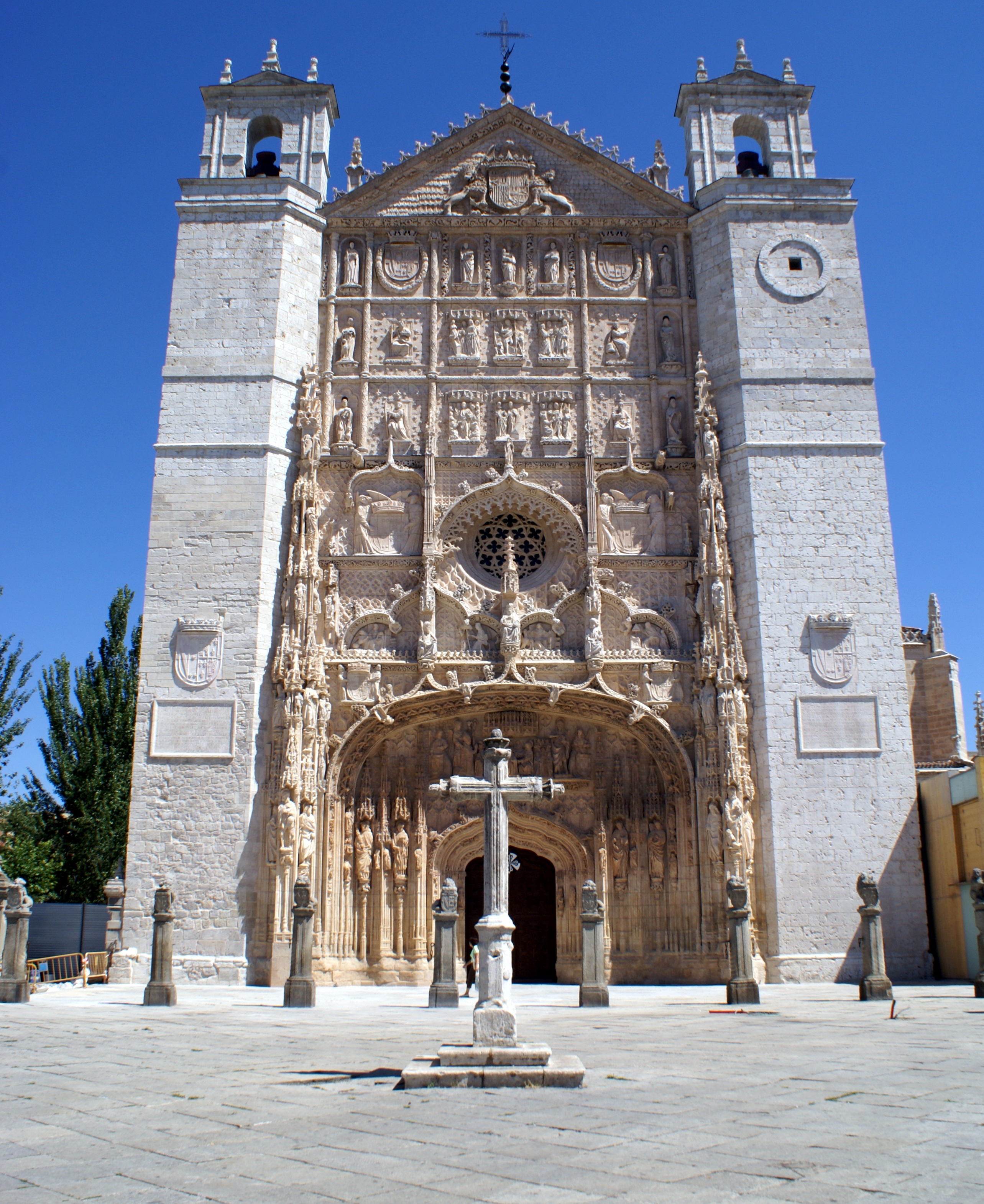
Iglesia de San Pablo

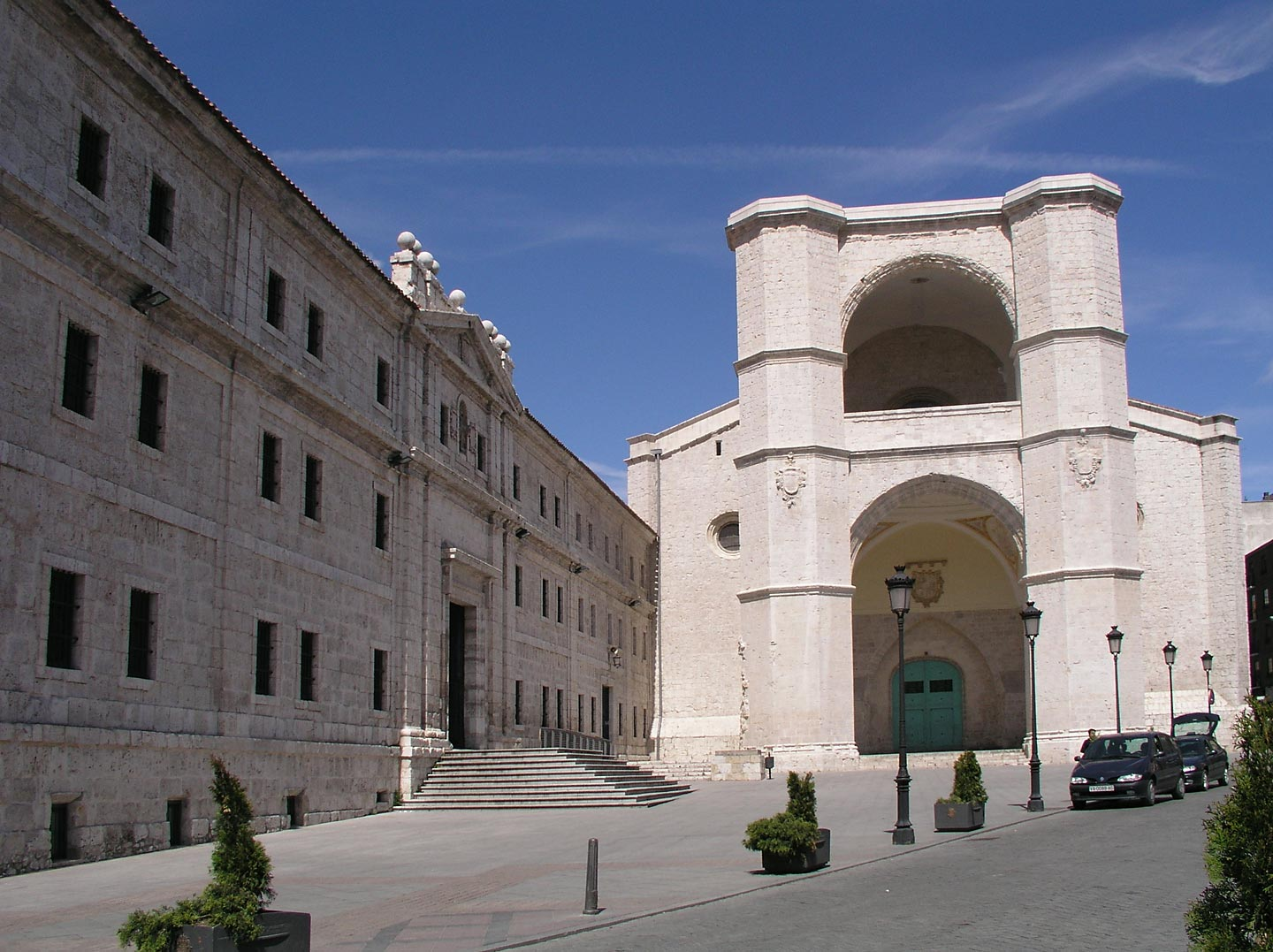
Iglesia de San Benito

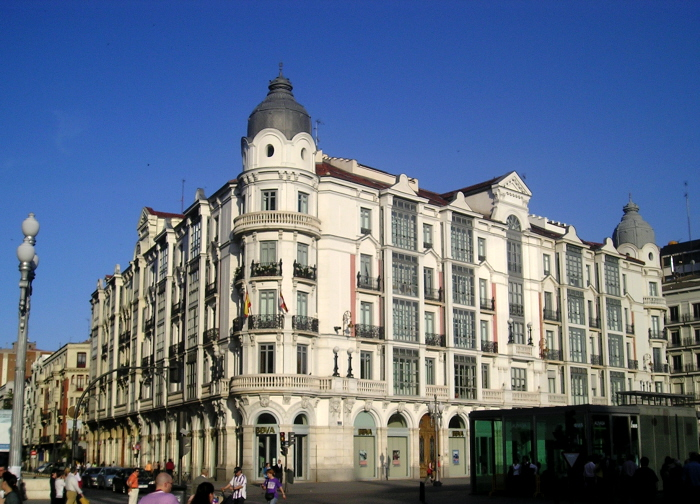
Casa Mantilla

Bron: INE; 1857-2011: volkstellingen
Opm: Bevolkingscijfers in duizendtallen; aanhechting van La Overuela (1857) en Puente Duero (1960)

## Cultuur

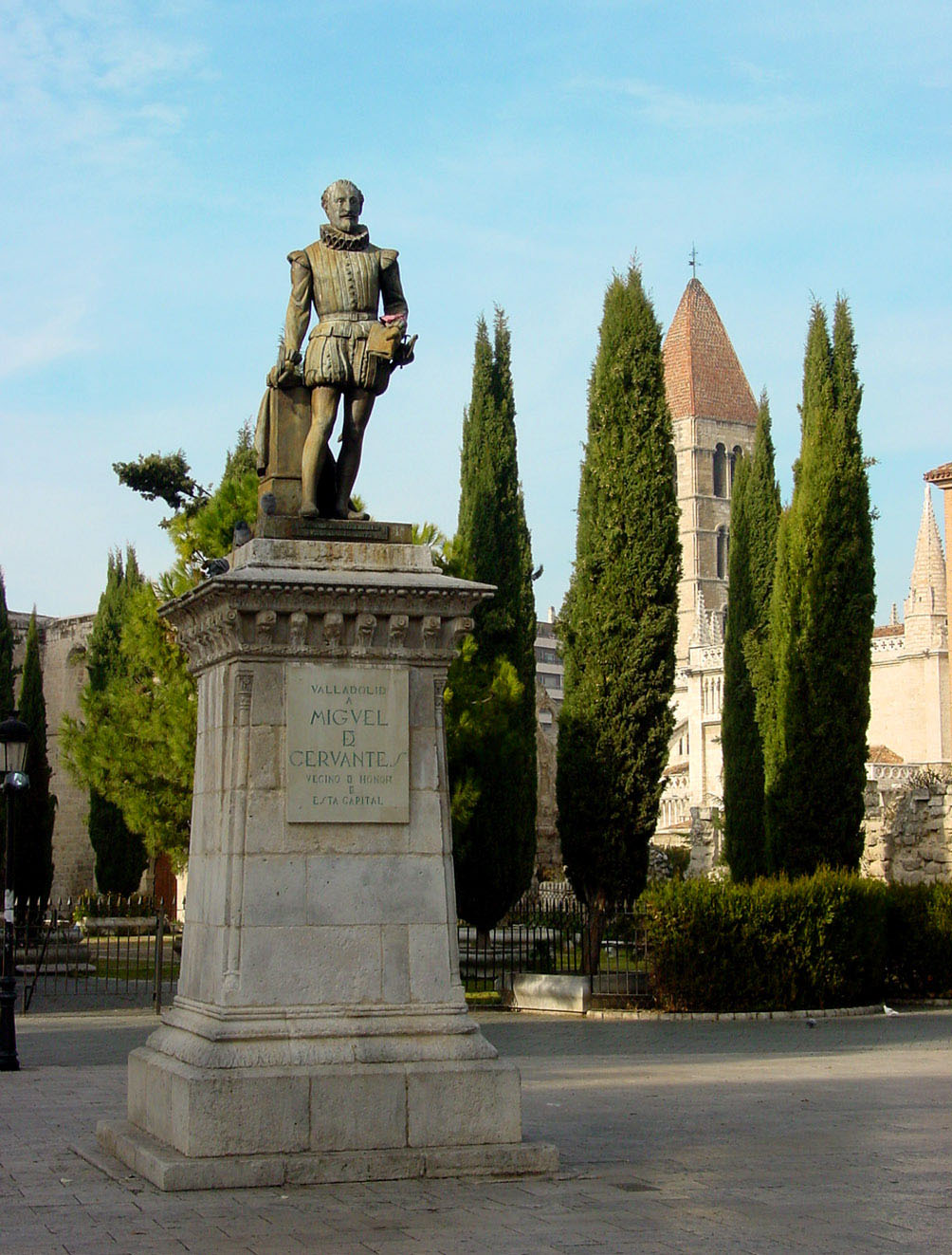
Miguel de Cervantes

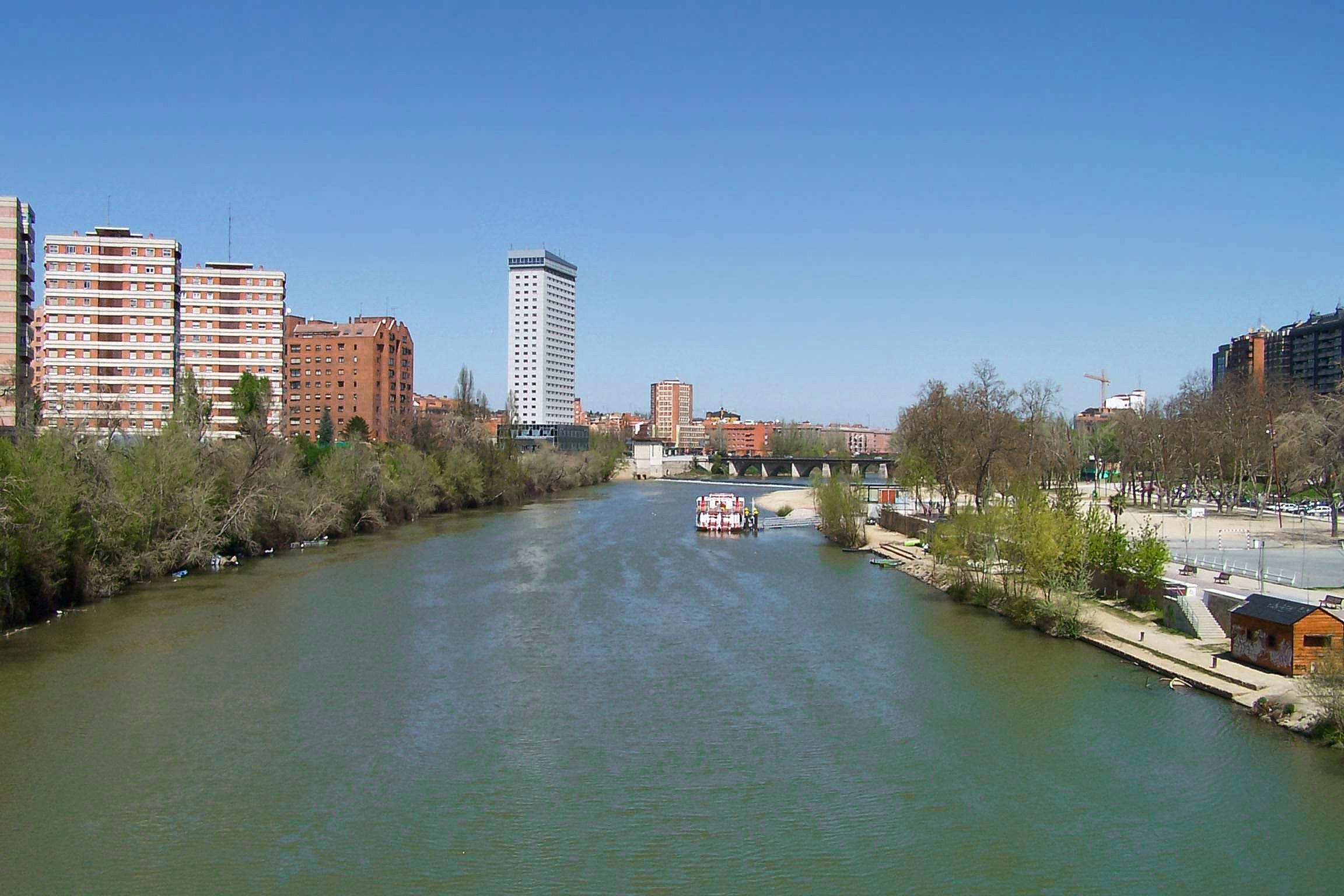
Pisuerga

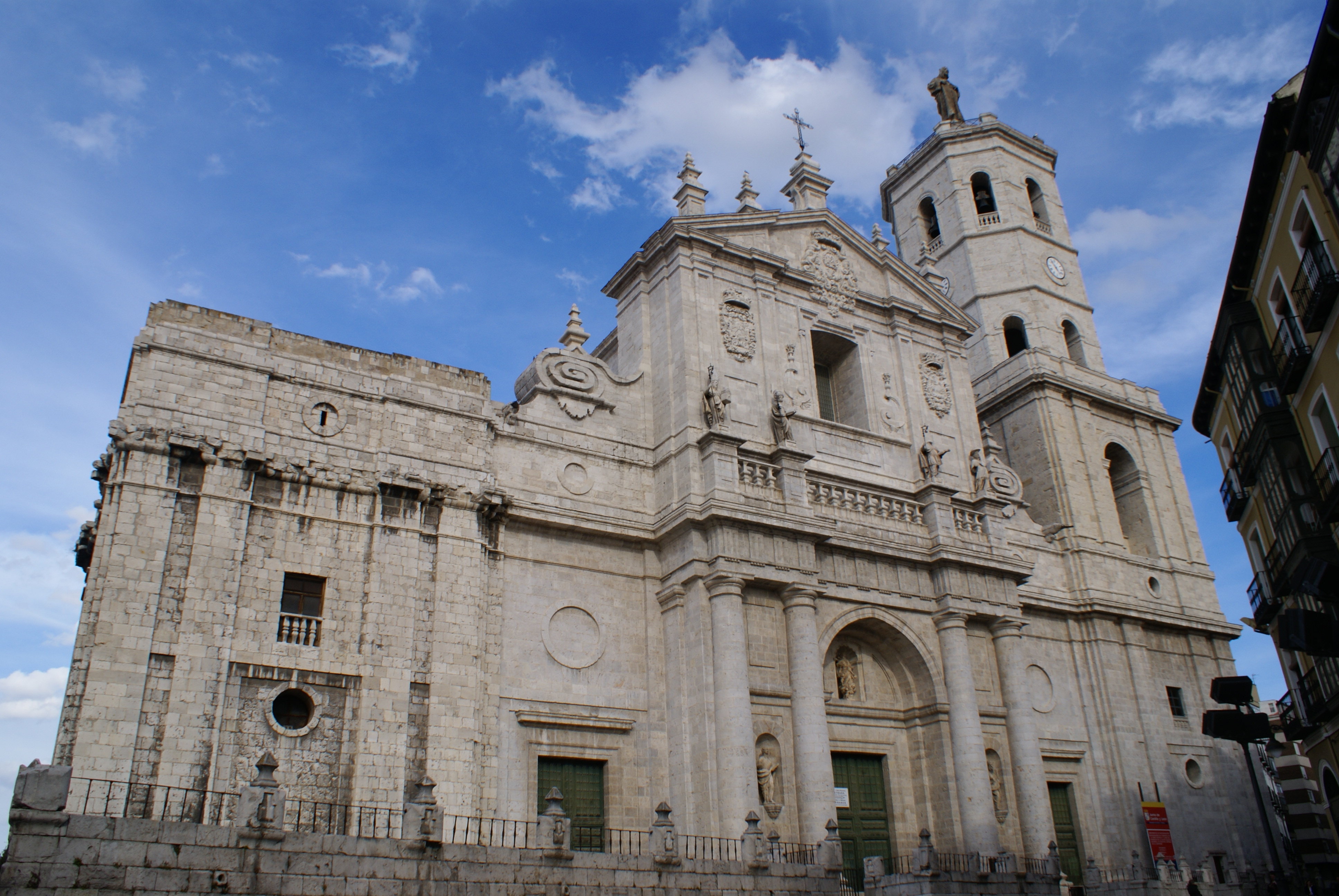
Kathedraal van Valladolid

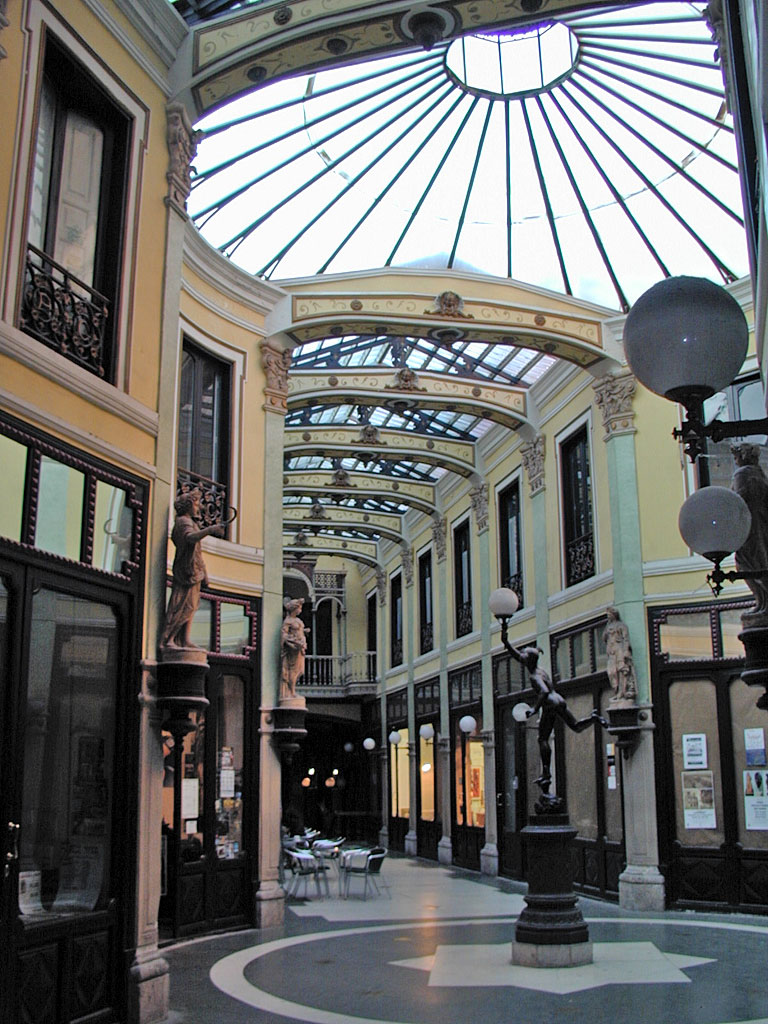
Pasaje Gutiérrez

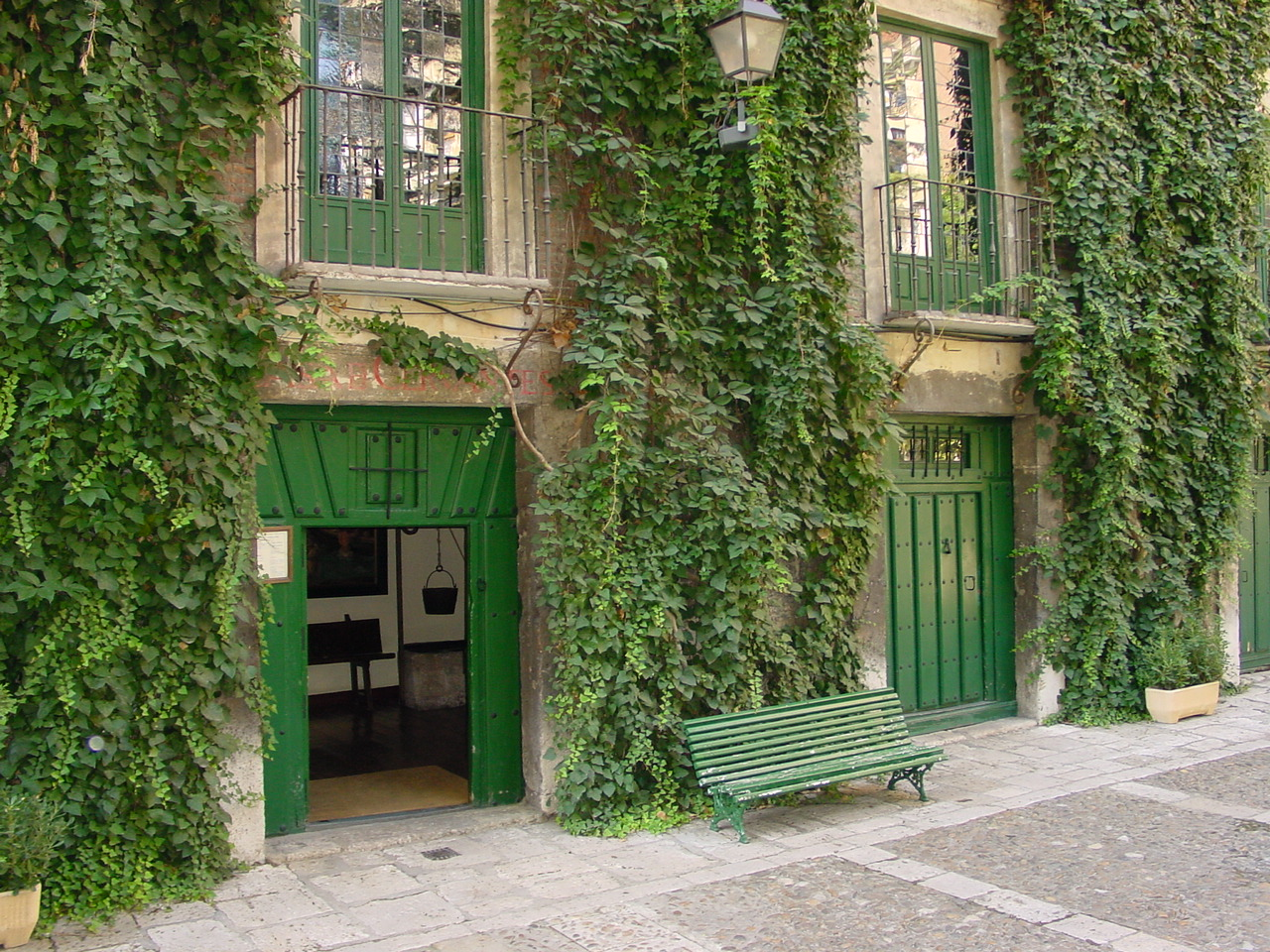
Casa de Cervantes

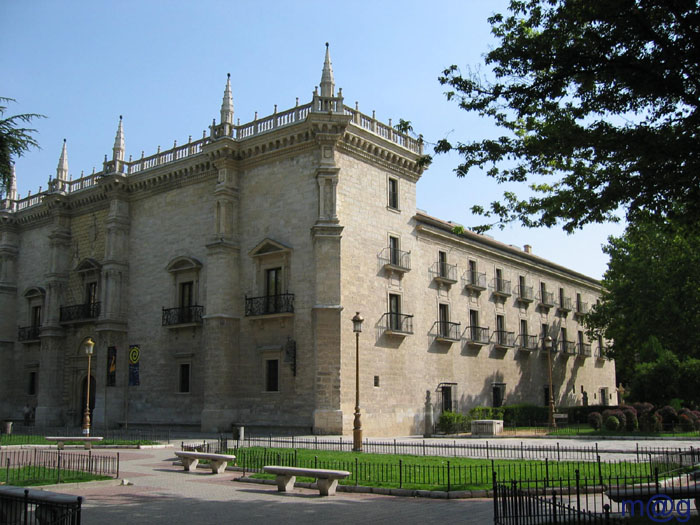
Palacio de Santa Cruz

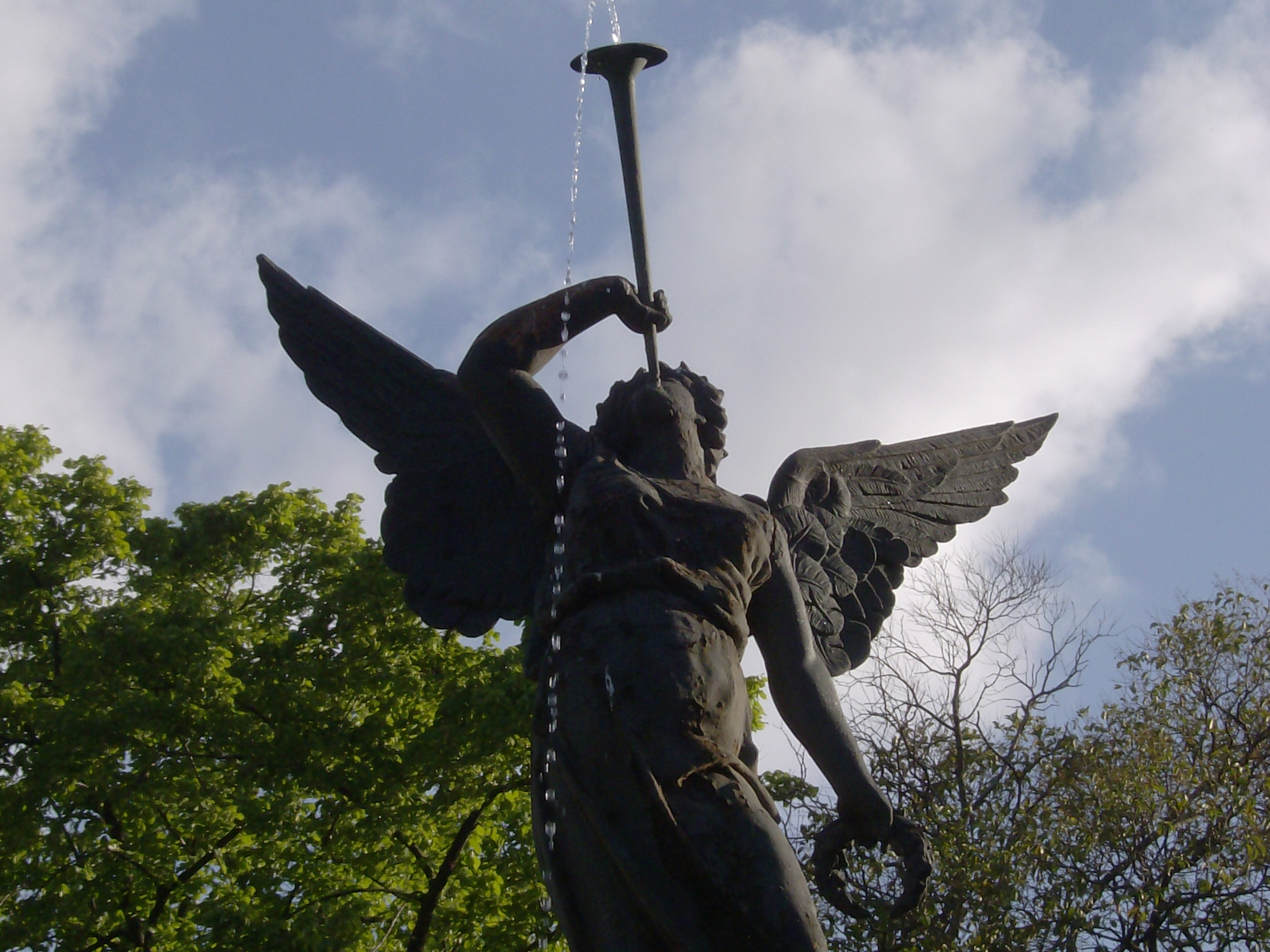
Campo Grande

### Feestdagen
- maart-april: Semana Santa
- mei: San Pedro Regalado
- september: Fiestas de la Virgen de San Lorenzo

## Bezienswaardigheden
Een van de unieke plekken in Valladolid is de Pasaje de Gutiérrez, een overdekte winkelpassage uit 1885. De grootste, maar toch vrij onbekende bezienswaardigheid van Valladolid is de kathedraal, de Catedral de Nuestra Señora de la Asunción, gebouwd in herreriaanse stijl. De bouw van deze katholieke kerk startte in het jaar 1589. Verder heeft de stad een klooster, het Monasterio de las Huelgas Reales, gebouwd in Mudéjarstijl. Buiten dat is Valladolid vooral een museumstad.

### Andere bezienswaardigheden
- Academia de Caballería
- Colegio de San Gregorio
- Casa Mantilla
- Palacio de Pimentel
- Palacio de Santa Cruz
- Koninklijk paleis van Valladolid
- Viejo Coso
- Plaza Mayor
- Palacio Arzobispal
- Chancillería de Valladolid
- Teatro Calderón
- Miguel Delibes Centro Cultural

### Musea
- Nationaal Museum voor Beeldhouwkunst (Museo Nacional de Escultura): het Nationaal Museum voor de Beeldhouwkunst is beroemd op internationaal niveau en bestaat uit vier verschillende gebouwen: Colegio de San Gregorio, Palacio de la Villena, Palacio del Conde de Gondomar en de kerk Iglesia de San Benito. Er worden beelden tentoongesteld uit de 18e en 19e eeuw, met name afkomstig uit het Iberisch Schiereiland. Het museum is in het bezit van werken van onder andere Gregorio Fernández, Alonso Cano, Alonso Berruguete, Juan Martínez Montañés en Felipe Bigarny.
- Museo de Santa Isabel
- Museo Diocesano y Catedralicio de Valladolid: het Kathedraalmuseum van Valladolid werd opgericht in 1965 en laat beelden, schilderijen en ornamenten uit de historie van het bisdom van de omgeving zien.
- Museo Arqueológico de Valladolid: het Archeologisch Museum van Valladolid laat buiten archeologische overblijfselen uit de geschiedenis van de Provincie Valladolid ook kunstwerken uit de 18e en 19e eeuw zien, die verwant zijn met de stad.
- Museo de la Ciencia: het Wetenschapsmuseum van Valladolid
- Museo de Oftalmología Doctor Saracíbar
- Museo Oriental: het Oriëntaals Museum beschikt over een grote collectie Chinese en Filipijnse kunstwerken van de 2e eeuw v.Chr. tot en met de 19e eeuw. Het is een van de grootste Aziatische kunstcollecties van Europa. Het museum bevindt zich in Valladolid omdat het ooit de stad was waar Spaanse ontdekkingsreizigers werden opgeleid. Daarvoor werden vele buitenlandse schatten naar de stad gebracht.
- Museo de la Universidad de Valladolid
- Museo Fundación Cristóbal Gabarrón: het Museum Cristóbal Gabarrón laat de gehele collectie van de genoemde kunstenaar zien, die bestaat uit katholieke kunst, werken van Pablo Picasso, en een gevarieerd aantal werken uit Egypte, Venezuela, Peru, Ecuador, Griekenland, Italië, Zaïre, Ivoorkust etc.
- Museo Patio Herreriano de Arte Contemporáneo Español: het Moderne kunstmuseum van Valladolid
- El Museo Casa de Cervantes; het museumhuis waar Miguel de Cervantes, auteur van Don Quichot woonde tussen 1604 en 1606.
- La Casa-Museo Colón: een museum over de ontdekkingsreiziger Christoffel Columbus.
- Museo Taurino
- Museo del Dulce Cubero
- La Casa de la India: het enige museum van Spanje dat geheel is gewijd aan de kunst en cultuur van India en de relaties tussen beide landen.
- Museo de San Joaquín y Santa Ana
- Museo Anatómico de Pío del Río Ortega
- Museo de Ciencias Naturales
- Casa del Río
- Museo de la Academia de Caballería

### Kerken
- Iglesia de las Angustias
- Iglesia de la Magdalena
- Iglesia de San Benito
- Iglesia de San Pablo
- Iglesia de la Vera Cruz
- Iglesia de San Miguel y San Julian
- Monasterio de las Huelgas Reales
- Iglesia de San Juan de Letrán
- Iglesia de Santa María Magdalena
- Iglesia de San Benito el Viejo
- Iglesia de El Santísimo Salvador

### Parken en Palmtuinen
- Parque del Campo Grande
- Las Norias de Santa Victoria
- Pinar de Antequera
- Jardín Botánico de la Victoria
- Parque Ribera de Castilla
- Parque de las Moreras
- Rosaleda Francisco Sabadell
- Jardines del Poniente

## Transport
Valladolid heeft haar eigen vliegveld, luchthaven Valladolid, waar jaarlijks ongeveer 500.000 reizigers gebruik van maken. De grote groei van het vliegveld heeft het te danken aan Ryanair, die dagelijks vliegt naar verschillende steden in Europa, zoals Barcelona, Valencia, Sevilla, Palma de Mallorca, Parijs, Milaan, Brussel, Londen en Düsseldorf.
Per trein is Valladolid direct te bereiken vanuit o.a. Barcelona, Madrid, Lissabon, Sevilla en Santander.

## Sport
Real Valladolid is de professionele voetbalclub van Valladolid en speelt in het Estadio Nuevo José Zorrilla. De club speelde meerdere seizoenen op het hoogste Spaanse niveau, de Primera División. Valladolid was speelstad voor het WK voetbal 1982. Er werden wedstrijden gespeeld in het Estadio Nuevo José Zorrilla.
Valladolid was op 20 maart 2006 de startplaats van de 21ste editie van de wielerwedstrijd Ronde van Castilië en León. Die Spaanse etappekoers werd gewonnen door de Kazach Aleksandr Vinokoerov.

## Partnersteden
Vallodolid is een partnerstad van:
- Binviles (Equatoriaal-Guinea)
- Florence (Italië)
- Rijsel (Frankrijk)
- Morelia (Mexico)
- Orlando (Verenigde Staten)
- Tinduf (Algerije)

## Geboren in Valladolid

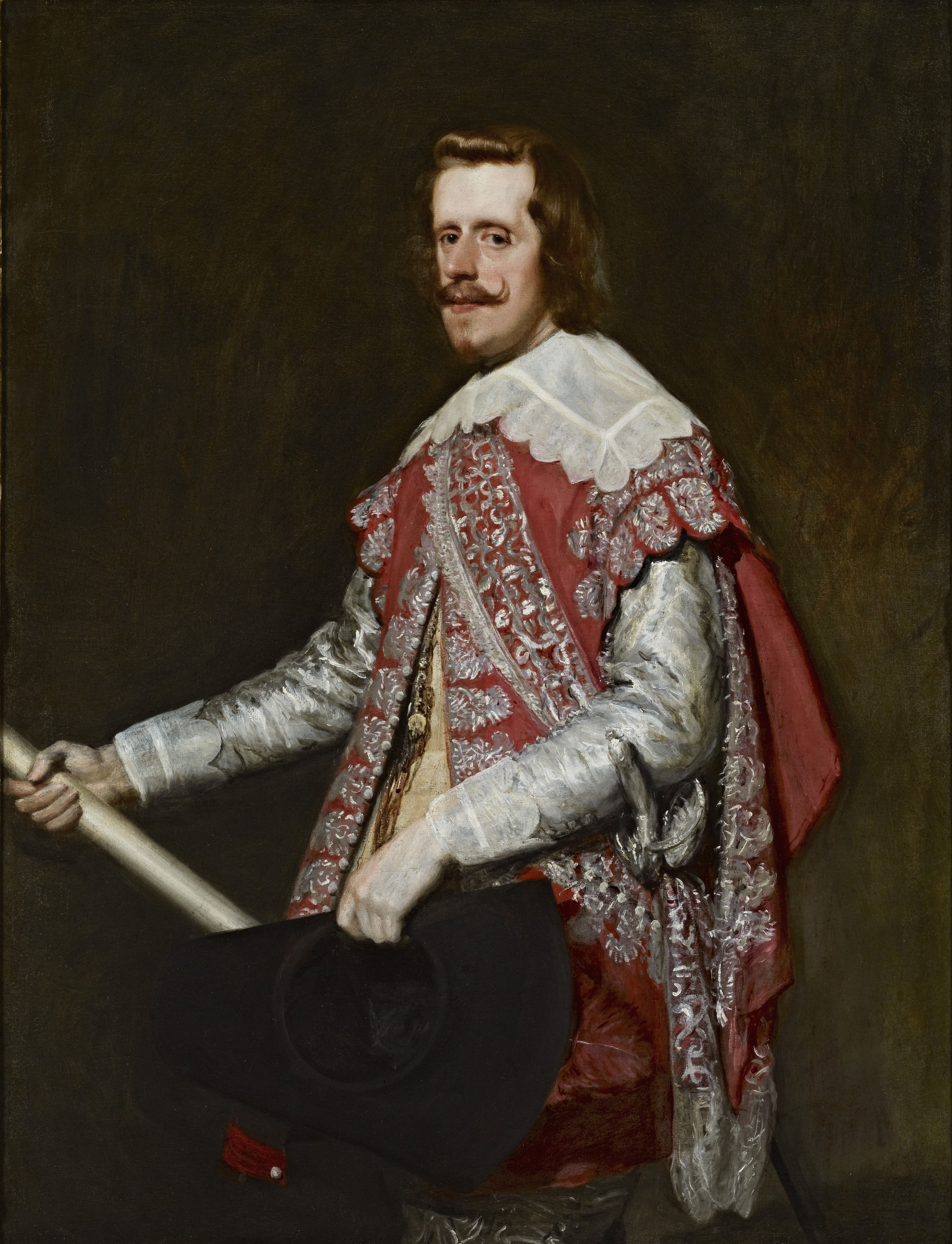
Filips IV van Spanje

- Hendrik I van Castilië (1204-1217), koning van Castilië
- Sancho IV van Castilië (1258-1295), koning van Castilië
- Tomás de Torquemada (1420-1498), monnik in de orde van de Dominicanen en berucht inquisiteur
- Hendrik IV van Castilië (1425-1474), koning van Castilië
- Filips II van Spanje (1527-1598), koning van Spanje
- Carlos van Spanje (1545-1568), prins van Asturië
- Antonio Coloma Calvillo (circa 1555-1619), kapitein-generaal van de galeien en onderkoning van Sardinië
- Antonio Pimentel Enríquez de Guzmán y Toledo (eind 16e eeuw - 1627), onderkoning van Valencia en onderkoning van Sicilië
- Anna van Oostenrijk (1601-1666), koningin-gemalin van Frankrijk
- Filips IV van Spanje (1605-1665), koning van Spanje
- José Zorrilla (1817-1893), schrijver
- Maud d'Orby (1851-1929), (foto-)model en operazangeres
- Jorge Guillén (1893-1984), schrijver
- Miguel Delibes (1920-2010), schrijver en lid van de Koninklijke Academie van de Spaanse Taal
- Concha Velasco (1939-2023), zangeres en actrice
- Alberto Campo Baeza (1946), architect
- José Luis Rodríguez Zapatero (1960), voormalig premier van Spanje
- Santiago Aguilera (1969), beachvolleyballer
- Soraya Sáenz de Santamaría (1971), politica (Partido Popular)
- Rubén Baraja (1975), voetballer
- Mayte Martínez (1976), atlete
- Benjamín Zarandona (1976), Equatoriaal-Guinees voetballer
- Roldán Rodríguez (1984), GP2-coureur
- Sergio Escudero Palomo (1989), voetballer
- Iván Romeo (2003), wielrenner
- Nil Gimeno (2004), wielrenner